# John P. Austin
John P. Austin (* 28. Oktober 1906 in Anderson, Indiana; † 10. Mai 1997 in Riverside, Kalifornien) war ein US-amerikanischer Szenenbildner.

## Leben
Austin hatte sein Debüt beim Film 1947 mit dem Film noir Ein Doppelleben von George Cukor. Er begann damit eine drei Jahrzehnte andauernde Karriere im Filmstab, in der er an über 100 Spielfilmen mitwirkte. Er arbeitete mit so namhaften Regisseuren wie Fritz Lang, Orson Welles, Alfred Hitchcock und Steven Spielberg. Zu den Filmen unter seiner Mitarbeit zählen unter anderem Im Zeichen des Bösen, Topas, James Bond 007 – Diamantenfieber und Paper Moon.
1967 war er für Ronald Neames Kriminalkomödie Das Mädchen aus der Cherry-Bar zusammen mit Alexander Golitzen, George C. Webb und John McCarthy Jr. für den Oscar in der Kategorie bestes Szenenbild nominiert, die Auszeichnung ging in diesem Jahr jedoch an den Science-Fiction-Film Die phantastische Reise.
Neben seinem Filmschaffen war er auch für das Fernsehen tätig. Er wirkte an zahlreichen Fernsehserien mit, darunter Cheyenne, Maverick, 77 Sunset Strip, Lawman, Surfside 6 und Hawaiian Eye.

## Filmografie (Auswahl)
- 1947: Geheimnis hinter der Tür (Secret Beyond the Door)
- 1947: Ein Doppelleben (A Double Life)
- 1948: Aus dem Dunkel des Waldes (Another Part of the Forest)
- 1949: Im Lande der Kakteen (Mexican Hayride)
- 1949: Die Brut des Satans (City Across the River)
- 1949: Kokain (Johnny Stool Pigeon)
- 1949: Die schwarzen Teufel von Bagdad (Bagdad)
- 1950: Die Piratenbraut (Buccaneer's Girl)
- 1950: Sierra
- 1950: Abgeschoben (Deported)
- 1950: Der Wüstenfalke (The Desert Hawk)
- 1950: Gefährliche Mission (Wyoming Mail)
- 1951: Die Mündung vor Augen (Under the Gun)
- 1951: Sieg über das Dunkel (Bright Victory)
- 1951: Schwester Maria Bonaventura (Thunder on the Hill)
- 1951: Ausgezählt (Iron Man)
- 1952: Der Schatz im Canyon (The Treasure of the Lost Canyon)
- 1952: Hat jemand meine Braut gesehen? (Has Anybody Seen My Gal?)
- 1952: Der Sohn von Ali Baba (Son of Ali Baba)
- 1952: Gier nach Gold (The Raiders)
- 1952: Aus Liebe zu Dir (Because of You)
- 1953: Der Legionär der Sahara (Desert Legion)
- 1953: Die Hand am Colt (Law and Order)
- 1953: Der Prinz von Bagdad (The Veils of Bagdad)
- 1953: Abbott und Costello gegen Dr. Jekyll und Mr. Hyde (Abbott and Costello Meet Dr. Jekyll and Mr. Hyde)
- 1953: Drei waren Verräter (Tumbleweed)
- 1954: Die Teufelspassage (Border River)
- 1954: Saskatschewan (Saskatchewan)
- 1954: Männer, Mädchen und Motoren (Johnny Dark)
- 1954: Gewehre für Bengali (Bengal Brigade)
- 1954: Gold aus Nevada (The Yellow Mountain)
- 1954: Destry räumt auf (Destry)
- 1955: Mit stahlharter Faust (Man Without a Star)
- 1955: Und wäre die Liebe nicht … (One Desire)
- 1955: Zur Hölle und zurück (To Hell and Back)
- 1955: Das gibt es nur in Kansas (The Second Greatest Sex)
- 1955: Mit roher Gewalt (The Spoilers)
- 1956: Auf der Spur des Todes (Red Sundown)
- 1956: Das Ungeheuer ist unter uns (The Creature Walks Among Us)
- 1956: Noch heute sollst du hängen (Star in the Dust)
- 1956: Verdammte hinter Gittern (Behind the High Wall)
- 1957: Kreuzverhör (The Tattered Dress)
- 1957: Des Teufels Lohn (Man in the Shadow)
- 1958: Das ist Musik (The Big Beat)
- 1958: Im Zeichen des Bösen (Touch of Evil)
- 1958: Der Tod reitet mit (Wild Heritage)
- 1958: Bis zur letzten Patrone (The Story of Hemp Brown)
- 1958: Cheyenne (Fernsehserie, 3 Folgen)
- 1958: Bronco (Fernsehserie, 3 Folgen)
- 1958–1961: 77 Sunset Strip (Fernsehserie, 8 Folgen)
- 1958–1962: Lawman (Fernsehserie, 2 Folgen)
- 1959: Der Mann aus Philadelphia (The Young Philadelphians)
- 1959: Sugarfoot (Fernsehserie, 1 Folge)
- 1959–1961: Maverick (Fernsehserie, 2 Folgen)
- 1961–1962: Surfside 6 (Fernsehserie, 4 Folgen)
- 1961–1962: Hawaiian Eye (Fernsehserie, 8 Folgen)
- 1962: Abenteuer in Rom (Rome Adventure)
- 1962: Revolte in Block A (House of Women)
- 1963: Patrouillenboot PT 109 (PT 109)
- 1964: Prinzgemahl im Weißen Haus (Kisses for My President)
- 1964: Schick mir keine Blumen (Send Me 9No Flowers)
- 1964: Das Mädchen mit der Peitsche (Kitten with a Whip)
- 1965: Fremde Bettgesellen (Strange Bedfellows)
- 1965: Die 27. Etage (Mirage)
- 1965: Bei Madame Coco (The Art of Love)
- 1965: Ein Appartement für drei (A Very Special Favor)
- 1966: Der Schuß (Moment to Moment)
- 1966: Der Mann, der zweimal lebte (Seconds)
- 1966: Überfall auf die Queen Mary (Assault on a Queen)
- 1966: Das Mädchen aus der Cherry-Bar (Gambit)
- 1966: Der Sheriff schießt zurück (Gunfight in Abilene)
- 1967: Der Pirat des Königs (The King's Pirate)
- 1968: Der Etappenheld (The Secret War of Harry Frigg)
- 1968: Nur noch 72 Stunden (Madigan)
- 1968: Coogans großer Bluff (Coogan's Bluff)
- 1969: Grüne Augen in der Nacht (Eye of the Cat)
- 1969: The Lost Man – Es führt kein Weg zurück (The Lost Man)
- 1969: Topas
- 1971: Betrogen (The Beguiled)
- 1971: James Bond 007 – Diamantenfieber (Diamonds Are Forever)
- 1972: Is’ was, Doc? (What's Up, Doc?)
- 1972: Peter und Tillie (Pete 'n' Tillie)
- 1972: Banacek (Fernsehserie, 1 Folge)
- 1973: Paper Moon
- 1975: Mandingo
- 1976: Mikey und Nicky (Mikey and Nicky)
- 1977: Exorzist II – Der Ketzer (Exorcist II: The Heretic)
- 1979: 1941 – Wo bitte geht’s nach Hollywood (1941)

## Auszeichnungen (Auswahl)
- 1967: Oscar-Nominierung in der Kategorie bestes Szenenbild für Das Mädchen aus der Cherry-Bar